# محمد الوحشي
محمد حارب خليفة الوحشي (مواليد 15 يناير 1998، لاعب كرة قدم إماراتي يجيد اللعب كلاعب وسط.

## مسيرة اللاعب
لعب مع نادي الشارقة ونادي الظفرة.